# Аскеров, Ильхам Тевеккюль оглы
Ильхам Тевеккюль оглы Аскеров (азерб. İlham Təvəkkül oğlu Əsgərov; 3 сентября 1958 — 6 сентября 2015, Баку, Азербайджан) — советский и азербайджанский актёр театра и кино, народный артист Азербайджана (2006).

## Биография
В 1980 г. окончил театральный факультет Азербайджанского государственного университета культуры и искусств.
В 1982—2015 гг. — актёр Азербайджанского национального драматического театра.
Был известен драматическими образами в спектаклях по произведениям азербайджанских и европейских классиков: Мирзы Ибрагимова, Гусейна Джавида, Бахтияра Вахабзаде, Ильяса Эфендиева, Уильяма Шекспира и других.
Получил широкую известность как литературный чтец и ведущий популярной передачи «Родник» («Bulaq») Азербайджанского государственного радио.
В 2010 году перенес тяжелый инсульт мозга, но вернулся на сцену. Рецидив повторился в декабре 2014 года. Актер также страдал диабетом.
Умер в 2015 году.

## Фильмография
- 2007 — «Мы вернёмся» | Biz qayıdacağıq (Азербайджан),
- 2007 — «Жизнь Джавида» | Cavid ömrü (Азербайджан)
- 1991 — «Газельхан» | Газялхан, эпизод,
- 1988 — «Родные берега» | Doğma sahillər.
- 1986 — «Особые обстоятельства» | Xüsusi vəziyyət, Раджаб.

## Награды и звания
- Заслуженный артист Азербайджана (2000),
- Народный артист Азербайджана (2006).
- Лауреат Президентской премии (2005, 2012, 2014, 2015). Премия им. Джафара Джабарлы (2010).